# Гондор
Го́ндор (синд. Gondor, «каменный край») — в легендариуме Дж. Р. Р. Толкина южное государство нуменорцев в Средиземье.
Основано Элендилем после гибели Нуменора в 3320 году Второй эпохи на берегу залива Бельфалас к западу от Мордора, со столицей в городе Осгилиат; позже столица была перенесена в Минас Тирит во второй половине Третьей эпохи.

## История Гондора

Схематическая карта Гондора в Третьей Эпохе Средиземья

История Гондора описана в ряде работ Толкина более или менее подробно. В описательной части «Властелина Колец» Гондор впервые представлен в главе «Совет Элронда», с кратким изложением истории Второй и Третьей Эпох. События последних более развёрнуто изложены в приложениях к книге, а также в последних частях «Сильмариллиона». Кроме того, пересказы тех или иных событий из истории Гондора включены в «Неоконченные сказания».
Хотя первоначально столицей Гондора был Осгилиат, в 1640 году Т. Э. столица была перенесена в Минас-Анор (изначально опорную крепость на правом берегу Андуина). Из крепостей и городов Гондора известны Осгилиат, Минас Анор (Минас Тирит), Минас Итиль (Минас Моргул), Дол Амрот, Пеларгир-на-Андуине, Лебеннин, Изенгард (был отдан во владение Саруману), а также крепость на острове Каир Андрос.
До создания Последнего Союза и войны с Сауроном Гондором совместно управляли двое сыновей Элендила — Исилдур и Анарион. После того, как Элендил и Анарион погибли во время осады Барад-Дура, правление перешло к сыну Анариона — королю Менельдилу, которого возвёл на трон Южного королевства его дядя Исилдур, недолгое время спустя после этого погибший в Ирисной Низине в пойме Андуина. Таким образом, потомки Анариона были королями Гондора долгое время — вплоть до последнего законного представителя южной династии, Эарнура.
Когда Эарнур погиб в Минас Моргуле в 2050 году Т. Э., правление принял наместник короля Мардил Верный. Поскольку не было уверенности, что Эарнур погиб, Мардил и другие Наместники Гондора клялись управлять страной «до возвращения короля». Данное возвращение состоялось спустя почти тысячу лет, когда в 3019 году Т. Э. права на трон Гондора предъявил Арагорн или Элессар, сын Араторна, прямой потомок Исилдура, старшего брата Анариона, и одновременно — самого Анариона (ибо последний король Арнора, Арведуи, был женат на дочери гондорского короля Ондогера).

### Основание государства и Последний Союз
Территория, впоследствии ставшая Гондором, была широко колонизирована нуменорскими беженцами, принадлежащими группе Верных, дома Элендила, примерно в середине Второй Эпохи. Когда после затопления Нуменора Исилдур и Анарион высадились в Средиземье, их приветствовало местное население, после чего они стали совместно править этой землёй. В то время Элендил считался Верховным Королём дунэдайн Средиземья, а в городах Минас Итиль и Минас Анор правили соответственно Исилдур и Анарион. Между этими городами располагалось столица Осгилиат.
Когда выживший после гибели Нуменора Саурон, тайно вернувшийся в Мордор к востоку от Гондора, обрёл благодаря Кольцу Всевластья телесную форму, он развязал войну против нуменорских королевств, рассчитывая уничтожить их в зародыше. Его армии с налёта захватили Минас Итиль, но Исилдур успел бежать на корабле в Арнор, между тем как Анарион смог удержать Осгилиат. В скором времени Элендил и эльфийский король Гил-Галад заключили Последний Союз эльфов и людей для свержения Саурона, и вместе с Исилдуром и Анарионом они с боями вошли в Мордор и осадили Барад-Дур. Тёмный Властелин Саурон был свергнут, но Единое Кольцо, которое Исилдур снял с его руки, не было уничтожено, и, таким образом, недобитый Саурон получил шанс восстановить свою власть в последующую Эпоху.
Так как Элендил и Анарион погибли на войне, Исилдур возложил правление Гондором на своего племянника Менельдила, а сам отправился на север, чтобы взойти на престол Арнора, сохраняя за собой статус Верховного Короля Гондора и Арнора. Однако на обратном пути он сам и три его старших сына попали в засаду и были убиты орками. Младший, малолетний сын Исилдура Валандил, не пытался вернуть титул своего отца в династическом престолонаследии Гондора, и, следовательно, на будущие времена право правления оставалось исключительно за линией Анариона-Менельдила и их прямыми потомками, пока их род не угас окончательно с Эарнуром.

### Золотой век Гондора
После победы над Сауроном в течение первого тысячелетия Третьей Эпохи Гондор приумножал свои богатства и власть. В течение длительного времени за Мордором велось неусыпное наблюдение. Но в 490 Т.Э. многовековой мир Гондора закончился первым из многих истерлингских вторжений — настолько массированным, что оборонительная война продлилась и в следующем столетии. Впоследствии Гондор присоединил к себе большую территорию вплоть до берегов внутреннего моря Рун к северо-востоку от Мордора, но долго удерживать новые владения оказался не в состоянии.
Во времена правления четырёх «Морских королей» Гондор создал мощный военно-морской флот и утвердил своё влияние на побережье к югу и к западу от устья Андуина. В 933 году Т. Э. Гондор захватил южный портовый город Умбар, ранее удерживаемый враждебными «чёрными нуменорцами» — потомками «Людей Короля» из числа сторонников Ар-Фаразона и прочих противников Валар. Позже обитатели Харада одержали победу над армией Гондора в сухопутном сражении и осадили Умбар, но потом король Хьярмендакил I, укрепив свою армию и флот, вынудил владык Харада уступить, одержав над ними победу в 1050 году Т.Э.
Таким образом, ко II тысячелетию Третьей Эпохи Гондор достиг пика своего могущества, контролируя огромные территории и проводя активную внешнюю политику в отношении соседних земель, таких как Харад и Рованион. Мордор был отрезан от внешнего мира и находился под надёжной охраной сторожевых крепостей. При преемнике Хьярмендакила I, Атанатаре Славном, государство обладало таким богатством и великолепием, что, как было описано в Приложениях к «Властелину Колец», «драгоценные камни в Гондоре всё равно что булыжники, и ими играют дети».

### Упадок Гондора
Однако же Гондор начал приходить в упадок уже во дни правления Атанатара и двух его сыновей, которые жили в лени и роскоши, и мало что делали для поддержания боеспособности Гондора. Первым результатом такой недальновидной политики было значительное ослабление надзора за Мордором. Король Ромендакил II, назначенный в молодости регентом своего дяди, отразил новые набеги истерлингов в 1248 году и стал укреплять дружественные отношения с северянами. Его сын Валакар был отправлен в их земли в качестве королевского посланника, однако, помимо дипломатической миссии, он устроил и свою семейную жизнь, женившись там на Видумави — дочери влиятельнейшего из местный князей Видугавии и вернулся в Гондор только через несколько лет.
Этот брак привел к катастрофическим для Гондора последствиям, когда выяснилось, что наследником престола будет сын Валакара, Эльдакар, фактически являющийся полукровкой — потомком от смешанного брака с «туземным» населением, на которые чистокровные гондорцы нуменорского происхождения смотрели в лучшем случае снисходительно, избегая столь близких контактов. Южные владения королевства начали бунтовать. После гибели Валакара и притязаний нескольких членов Дома Анариона на корону, в 1432 году Т. Э. в Гондоре разразилась полномасштабная гражданская война, названная Братоубийственной войной (англ. Kin-strife). На юге наиболее мощной поддержкой тогда пользовался Кастамир, который с союзниками осадил и захватил Осгилиат. Эльдакару удалось бежать на свою малую родину — в Рованион, но его старший сын был схвачен и казнён. Однако узурпатор Кастамир показал себя весьма плохим правителем и быстро завоевал общую ненависть жителей коренного Гондора. Вследствие этого возвращение Эльдакара с союзными войсками северян ожидалось с нетерпением, а его победа над армией Кастамира и смерть последнего были встречены с радостью. Сыновья Кастамира, тем временем, отступили в Умбар и объявили о своей независимости.
Столетие спустя короли Харада, дезавуировавшие свои вассальные обязательства в результате Братоубийственной войны и последующей потери Умбара, вторглись в Южный Гондор, но после десятилетней войны потерпели поражение от Хьярмендакила II. В 1631 году потомки Кастамира организовали разрушительный налёт на порт Пеларгир, при этом погиб король Минардил. Потери от гражданской войны и военных стычек на Юге несколько восполнились за счет присоединения северян, но население Гондора серьёзно сократилось с наступлением Великой чумы в 1636 году Т.Э. Столица тогда была перенесена из Осгилиата в менее заражённый Минас Анор, так что надзирать за рубежами Мордора оказалось некому (охрана Мордора после эпидемии так никогда и не возродилась). Впрочем, Чума подкосила и врагов Гондора, оставив их в не лучшем состоянии, поэтому Гондор получил около 100 лет передышки от нападений.
В 1810 году король укрепил флот Гондора, победил корсаров из Умбара и отвоевал гавань, выбив оттуда харадрим, во время следующего вторжения их в Гондор. Новые угрозы появились четыре десятилетия спустя, когда один из истерлингских народов, известный как «Люди Повозок» (англ. Wainriders), победил северян и пронёсся по восточному Гондору. Хотя первые бои были для захватчиков неудачными (пограничные сражения шли около полувека), настоящая война разгорелась вновь, когда в 1944 году Т. Э. истерлинги объединились с харадрим, напав одновременно с востока и с юга. Северная армия Гондора во главе с королём Ондогером и приданной ей кавалерией Эотеода, была разбита, но благодаря победе Южной армии под командованием талантливого полководца Эарнила ход войны удалось переломить, после чего соединённые силы Гондора нанесли Людям Повозок окончательный удар в Битве в Лагере, раз и навсегда выбив их с гондорской территории.
Из-за смерти Ондогера и обоих его сыновей в войне Гондор столкнулся с новым политическим кризисом. Арведуи, наследник короля Артэдайна на севере, заявил свои права на трон Гондора как потомок Исилдура и муж дочери Ондогера, но это требование было отклонено Советом Гондора. В течение года власть принадлежала Пелендуру, наместнику короля Ондогера, а затем корона была отдана победителю Эарнилу, который сам происходил из дома Анариона и приобрёл популярность во время победоносной войны. Его сын Эарнур стал последним королём: ещё во время правления своего отца он возглавил силы Гондора, посланные на помощь Артэдайну на север, чем навлёк на себя ненависть Короля-чародея Ангмара. Вскоре после разгрома Ангмара, Кольценосцы внезапным ударом захватили крепость Минас Итиль и превратили её в свою резиденцию; город был переименован в Минас Моргул, а Минас Анор стал называться Минас Тиритом. Когда Эарнур стал королём, Король-Чародей дважды посылал ему вызов на поединок. На второй вызов в 2050 году Эарнур, не сумев преодолеть свой гнев, уехал с малой дружиной в Минас Моргул, и сгинул без вести в его стенах.

## Историческая география Гондора
Первоначальные границы Гондора были таковы: на юге границей служила река Харнен, хранящая Харондор с юга, и Харадримская дорога, огибающая Харондор с запада. Дорога упиралась в переправу Порос, за которой уже находилась территория Гондора — Итилиэн, так что далее граница сворачивала к Горам Тени (Эфель-Дуат), доходя до Кирит Унгола, затем сворачивала на северо-запад и проходила через остров на Андуине, Каир Андрос (в переводе с эльфийского «белопенный корабль»). Далее граница проходила по Андуину, вплоть до слияния его со Светлимой (англ. Limlight). Там же, за рекой, поля Келебранта являли собой северную границу королевства. Дальнейшая граница сворачивала к юго-западу огибая лес Фангорн, и проходила через Изенгард (который в то время принадлежал Гондору), замыкаясь Изенскими бродами (таким образом весь Каленардон принадлежал королям Гондора). После этого, граница окончательно сворачивала на юг и проходила по Белым горам (Эред Нимраис), упираясь в Белегаэр.
В Третью Эпоху границы Гондора постоянно менялись из-за непрекращающихся войн с истерлингами и харадрим, а позднее и с Мордором. Заморское владение Гондора, Умбар также долгое время переходил из рук пиратов в руки гондорских королей и обратно.
Во времена короля Хьярмендакила I Гондор достиг вершины своего могущества, так что его границы простирались до Великого Ясного Бора на севере, Седонны на западе (таким образом включая Энедвайт и Дунланд), и внутреннего моря Рун на востоке. Кроме того, Хьярмендакил надолго покорил Умбар. После Хьярмендакила многие земли были утеряны.
Миналькар, наместник, сын Кальмакила, регент королевства при Нармакиле, отдал северянам земли к югу от Великого Ясного Бора, так что они охраняли границы Гондора с северо-запада.
В 1200—1300 гг. Т. Э. предатели, сыновья Кастамира, внука Калимехтара, младшего брата Ромендакила II, осадили и захватили Умбар, который в будущем покорился лишь с приходом Элессара. Эта утрата привела к потере влияния на Харад.
Во времена короля Телемнара в Гондор с востока пришёл смертельный недуг, скосивший множество жителей Гондора, включая королевскую семью. Население Гондора катастрофически сократилось, вследствие чего сильно ослабела и охрана Мордора. В то же время в Великом Ясном Бору сгустилась Завеса Тьмы, и он стал называться Лихолесьем. Только благодаря тому, что чёрный недуг косил не только друзей Гондора, но и врагов, королевство отстояло свои границы. Во времена Тарондора Умбардакила Умбар ненадолго вернулся под сень короны, но быстро отошёл к харадрим.
В 2000 году Т. Э. ангмарский Король-Чародей, предводитель назгулов, к тому времени уже сокрушивший Арнор и вернувшийся в Мордор, накопил достаточно сил и, переправившись через Кирит Унгол, осадил и захватил Минас Итиль (после этого крепость и получила название Минас Моргул). Тогда же Минас Анор стал Минас Тиритом, и столицей Гондора. В 2475 году Т. Э. Осгилиат захватили мордорские орки, но город был отбит — ценою его полного разрушения. Кроме небольшого гарнизона гондорцев, людей там не осталось.
В 2510 году Т. Э., во время атаки на Гондор с моря и с северо-запада, пришла неожиданная помощь. Предводитель народа рохиррим Эорл Юный вместе с воинством всадников прибыли на поля Келебранта, и разгромили орду горных орков, тем самым сохранив Гондору северные земли, которые в противном случае могли быть разорены или даже отойти под власть Тьмы. За это Кирион, 12-й наместник Гондора, пожаловал рохиррим Каленардон в ленное владение, а Эорл ответил клятвой вечной дружбы и помощи. Впоследствии Рохан станет самым верным союзником Гондора.
При наместнике Турине II Мордор развязал активные военные действия в Итилиэне, и всё его население переселилось за Андуин. Остались лишь тайные укрытия с гарнизонами итилиэнских следопытов.
После смерти наместника Тургона в северном форпосте Гондора, Изенгарде, поселился маг Саруман Белый.
Таким образом, ко времени Войны Кольца границы Гондора существенно уменьшились. Теперь на севере Гондор ограждал лишь Анориэн и Каир Андрос. На востоке границей служил Андуин (Итилиэн стал спорной территорией).
В Четвёртую эпоху, во время правления Элессара, Арнор был возрождён и стал частью Объединённого королевства. После нескольких военных походов Элессар расширил границы королевства до такой степени, что оно покрывало собой территорию от морских берегов на западе до моря Рун на востоке, и от границ на севере с Ангмаром к западу от Мглистых Гор, и Великим Ясным Бором к востоку от них до Харондора и Умбара на юге. Кроме того, харадрим и истерлинги после битвы при Моранноне заключили с королём Элессаром мир, обязавшись более не выступать против Гондора с оружием в руках. Также Элессар отдал освобождённым рабам Саурона все земли вокруг внутреннего моря Нурнен, так что фактически они стали подданными Гондора.

## Политический строй и управление
Как и ранее в Нуменоре политический строй Гондора представляет собой абсолютную монархию. Несмотря на некоторые различия с Нуменором в плане наследования (там было несколько королев-правительниц) в Гондоре престол наследовался исключительно по мужской линии (агнатический тип наследования). Вся полнота верховной власти принадлежит королю Гондора, включающую в себя также командование вооруженными сухопутными и морскими силами. Верховная власть короля Гондора ничем не ограничена и не распределяется между другими субъектами. Все законы издаются от его имени, и ему подчинен весь административный аппарат государства. В случае отсутствия монарха по каким-либо причинам, его функции переходят к Наместнику Гондора, либо к одному из родственников, выступавших в роли регентов. При отсутствии прямых наследников и преемников короля, спор на престолонаследие разрешает Совет Гондора, состоящий из благородных дворянских семей.
Род королей Гондора восходит к Элендилу, предводителя нуменорцев, принадлежащих группе Верных, а раньше к Эарендилу, который благодаря Сильмариллу Феанора преодолел Море, чтобы просить Валар о заступничестве перед Мелькором и его злом.
Атрибутами королевской власти являются Белое Дерево (произошедшее от Телпериона, символ благословения Валар), Крылатая Корона — Венец Эарнура, Скипетр Аннуминаса. Государственным геральдическим символом престола Гондора являются герб и знамя на черном фоне которых изображены корона и звезды (эмблема Элендила) и Белое Дерево (эмблема Гондора). По древним обычаям действующий король для передачи своей власти должен был передать своему наследнику (чаще всего это был старший сын короля) корону, которую тот надевал на себя. Если же король умер или был убит на войне, не успев передать престол, то церемония коронования совершалась тем, что наследник, придя в Усыпальницу, просто брал корону из рук покойного Короля.

### Наместничество
Институт наместников (кв. Arandur — буквально «слуги царя») был введён Ромендакилом (кв. Romendacil) для сохранения традиций и знаний. Наместник назначался королём из числа знатных людей «преклонного возраста, обладающего высоким доверием и мудростью», задача которых заключалась в управлении страной в отсутствие короля.
Род Наместников Гондора шёл от Наместника Хурина, получившего свой титул при короле Минардиле. Укрепление позиции Наместников произошло при Нармакиле (кв. Narmacil), который пожаловал своему племяннику Миналкару (кв. Minalcar) новые полномочия (Carma-cundo или буквально «шлем хранителя») и звание регента. После исчезновения бездетного Эарнура в Минас Моргуле титул наместника стал наследоваться, каждый Наместник, вступая в свои права, произносил клятву «хранить жезл и править именем Короля, пока он не вернётся». Хотя власть Наместника и была такой же полной, как и власть Короля, отсутствие последнего соблюдалось дворцовым этикетом: королевский трон пустовал, корона и скипетр лежали на своих местах, над городом развивалось белое знамя без гербов и знаков. По словам Дэнетора II,

Наместник Гондора не станет Королём, хотя бы и прошло десять тысяч лет со времён ухода Короля…— Властелин Колец. Две крепости: книга 4, глава 5 «Закатное окно»
Местное управление внутренних областей Гондора осуществлялось или непосредственно Наместниками, или через назначенных представителей, которыми могли быть начальники стражи и сторожевых постов. Области, такие как Лоссарнах, Ламедон, Анфалас, Пиннат Гелин и Рингло и долина Мортонд, управлялись князьями, давшими клятву верности Наместнику и Гондору.
Время правления Наместников нельзя было назвать спокойным: на их плечи легла борьба с укрепляющим своё влияние Сауроном, отражением нападений истерлингов, орков и корсаров из Умбара. Период, начавшийся с отступления гарнизонов и запустения Осгилиата (с 2475 г. Т. Э.), названный «Бдительным Миром», характеризовался многочисленными мелкими военными стычками. В 2510 году при нападении балхотов победа над ними стала возможной при поддержке Эотеода, после чего между Гондором и Роханом был заключён союз.
В 2758 году стояла Долгая Зима с долгими холодами и снегопадами, длившаяся пять месяцев. После смерти Белектора II неожиданно засохло Белое Дерево, однако срубить его не осмеливались.
Для наблюдения за передвижением своих врагов и их лазутчиков Турин II приказал построить многочисленные скрытые убежища.
В 2954 Саурон официально объявил себя в Мордоре: был отстроен Барад Дур и Роковая Гора окуталась багровым пламенем.
В это смутное время в народе жила надежда, что вот-вот вернется истинный король, и все их беды прекратятся.

### Население
Население Гондора состояло из потомков нуменорцев и из людей, живших в этих землях до прихода нуменорцев (а также частично из ассимилированных северян, потомками которых являются рохиррим).

### Религия
Религия у жителей Гондора связана с их мировоззрением и влиянием эльфов: так, они знали о Валар и Эру Илуватаре, Мелькоре и его противостоянии Творцу. Некоторые места и даты, связанные с памятными событиями (клятва у холма Халифириен, вершина горы Миндоллуин), либо ассоциировавшиеся с Валар (Элберет, Ульмо, Оромэ и проч.) считались священными. Описания торжественных религиозных ритуалов и обрядов Толкином не приводятся, хотя соблюдались разнообразные праздники (25 числа месяца Гваэрон — празднование победы над Сауроном, с 28 до 30 чисел месяца Лотрон — Дни Моря и т. д.), да и в мелочах демонстрировалось некоторое почтение к своему прошлому — прошлому, постепенно уходящему в забвение Нуменору, — уважение к потомкам нуменорцев чистой крови, обращение лицом к Западу перед приёмом пищи и т. д. Всё по той же традиции, привнеся к памяти прошлого горечь недавних потерь, дунэдайн продолжали бороться с наследником Зла Мелькора — Сауроном.

### Календарь
В Гондоре и Арноре использовалась нуменорская система счисления (так называемый счёт Королей), заимствованная у эльдар. Год (лоа) начинался весной, составлял 365 дней и делился на 12 месяцев — астар. Первый день года (йестарэ), средний (лоендэ) и последний (меттарэ) не относились ни к одному месяцу. В високосные годы (за исключением конца столетия) к среднему дню добавлялись два срединных дня — эндери. Все эти дни были праздничными.
Названия месяцев на вестроне представляют собой несколько измененные названия на квенья, синдарские названия использовали дунэдайн.
| Название месяца (рус) | Квен. название | Синд. название | Перевод             | Продолжительность |
| --------------------- | -------------- | -------------- | ------------------- | ----------------- |
| Январь                | Нарвинье       | Нарвайн        | «новое солнце»      | 30 дней           |
| Февраль               | Ненимэ         | Нинуи          | «мокрый, дождливый» | 30 дней           |
| Март                  | Сулимэ         | Гваэрон        | «ветреный»          | 30 дней           |
| Апрель                | Вирессэ        | Гвирит         | «месяц обновления»  | 30 дней           |
| Май                   | Лотессэ        | Лотрон         | «месяц цветов»      | 31 день           |
| Июнь                  | Нариэ          | Норуи          | «солнечный»         | 30 дней           |
| Июль                  | Кермиэ         | Кервет         | «месяц косьбы(?)»   | 31 день           |
| Август                | Уримэ          | Уруи           | «жаркий»            | 30 дней           |
| Сентябрь              | Йаванниэ       | Иваннэт        | «плодоносный»       | 30 дней           |
| Октябрь               | Нарквелиэ      | Нарбелет       | «стынущее солнце»   | 30 дней           |
| Ноябрь                | Хисимэ         | Хитуи          | «туманный»          | 30 дней           |
| Декабрь               | Рингарэ        | Гиритрон       | «холодный»          | 30 дней           |

Названия дней недели были также заимствованы у эльдар. Последний день считался главным в неделе. Днем считался период от восхода до следующего восхода Солнца.
| День недели | Звучание | Перевод           |
| ----------- | -------- | ----------------- |
| Понедельник | Оргилион | День Звёзд        |
| Вторник     | Оранор   | День Солнца       |
| Среда       | Оритиль  | День Луны         |
| Четверг     | Оргалад  | День Белого Древа |
| Пятница     | Орменел  | День Неба         |
| Суббота     | Ораэарон | День Моря         |
| Воскресенье | Орбелайн | День Валар        |

## Географические области

### Анориэн
Анориэн (синд. Anórien) — узкая полоса земли, состоящая из северных долин Белых гор, ограниченная Порубежным Ручьем (англ. Mering Stream) на западе, устьем Энтовой купели (англ. Entwash) на севере и Андуином на востоке. Анориэн был густо населён, хотя в произведениях Толкина упоминаются только гарнизоны сигнальных маяков, построенных вдоль линии Великого Западного тракта. Система сигнальных военных маяков была создана в 2510 году и использовалась для связи между Гондором и Роханом в случае угрозы для одной из сторон. Существовало семь сигнальных вершин между Минас Тиритом и границей Рохана, охватывающие расстояние около 150 миль. Если идти с востока на запад, то сигнальные маяки расположены в следующем порядке: вершины Амон Дин, Эйленах, Нардол, Эрелас, Мин Риммон, Каленхад и Халифириэн (который ещё называется Амон Анвар, где была сокрыта гробница Элендила). Рохиррим называют Анориэн «краем Солнца» (англ. Sunlending), что перекликается с синдаринским названием (Анор — «солнце», подобным образом слово Итиль («луна») перекликается с названием Итилиэна).

### Каленардон
Каленардон (синд. Calenardhon) — огромная холмистая равнина к северу от Белых гор и к западу от Анориэна. Название переводится с синдарина как «зелёные владения». В начале Третьей Эпохи из-за своей удалённости она никогда не была слишком заселена, вдобавок из-за Великой Чумы, опустошившей этот край, множество её прежних жителей в течение последующих веков мигрировали на восток. Укрепления, построенные вдоль русла Андуина от Эмин Муйл к притоку р. Снежницы (англ. Limlight), изначально охранявшие население Каленардона, во времена Бдительного Мира были покинуты. В 2510 году Т. Э. балкоты уничтожили эти укрепления и захватили Каленардон вплоть до Белых Гор; армию Гондора спасло только появление Эотеода, всадников Севера. В благодарность наместник Кирион передал весь Калернардон в ленное владение королю Эотеода, Эорлу Юному, после чего весь регион стал называться Роханом, «страной коней».

### Энедвайт
Энедвайт (синд. Enedwaith) — обширная территория между реками Изен и Митейтель, по разным описаниям Толкина была либо частью общих владений Гондора и Арнора, либо частью Южного королевства, либо не принадлежала ни к одной из них (территория была между границами двух государств). Местные племена жили разрозненно, в многочисленных общинах без центрального руководства. В период Второй Эпохи земли стали населять Нуменорцы, поселившиеся в городе Тарбад, расположенного в месте слияния рек Гватло и Митейтель. У Нуменорцев не сложились отношения с местными племенами, которых они называли «Людьми тьмы». Дословно неизвестно, из-за чего произошел конфликт — по одной из версий, жители Энедвайта были недовольны, и даже противостояли действиям нуменорцев, которые массово вырубали леса для строительства своего флота. В итоге всё, что осталось от лесов Энедвайта — это Старый Лес и частично расположенный Эрин Ворн. Ко времени Войны Кольца Тарбад был давно заброшен, а Тарбадский мост — разрушен. Местное население также покинуло эти земли из-за Долгой Зимы, потопов и Великой чумы, опустошивших и без того пустынные земли. Их потомки осели в Эрин Ворне и в предгорьях Мглистых Гор.

### Анфалас
Анфалас (синд. Anfalas) — территория Гондора между реками Лефнуи (синд. Lefnui, «пятая») и Мортонд (синд. Morthond — «чёрный корень»), располагавшаяся к югу от гористой местности Пиннат Гелин (синд. Pinnath Gelin — «Зеленогорье»). Название буквально означает «длинный берег» на синдарине; также упоминается в текстах как Longstrand. Будучи местностью не из густонаселённых и далёкой от столицы, время от времени Анфалас подвергался нападениям корсаров Умбара. Во время Войны Кольца подкрепление, отправленное отсюда в Минас Тирит, состояло из «людей разнообразного вида, охотников, пастухов и сельских жителей», немногочисленных и скудно вооружённых (упоминается, что настоящие боевые доспехи и оружие имели только местный правитель Голасгил и его семейство).

### Бельфалас
Бельфалас (синд. Belfalas) — протяжённая территория вдоль прибрежной полосы между реками Андуин и Мортонд, давшая название большому южному заливу. Бельфалас располагался на территории вытянутого полуострова с высокогорьем в центральной части и большим городом-крепостью Дол Амрот на западном побережье. Слово «Фалас» в названии — синдаринского происхождения и означает «берег» или «пляж», а «бел» — «большой, сильный»; по Толкину это старонуменорское слово эльфийского происхождения. Также такое название носило побережье в Белерианде.

### Дор-эн-Эрнил
Дор-эн-Эрнил (синд. Dor-en-Ernil) буквально переводится как «княжеская земля», расположенная на юге Гондора, её границы не оговаривались, но Кристофер Толкин предполагает, что она расположена по обе стороны от высокогорья в Бельфаласе. Земля находилась под властью князя Дол Амрота, вассала короля Гондора. По описанию Толкина, местность была заселена нуменорцами после Второй Эпохи.

### Долина Мортонд
Долина Мортонд (англ. Morthond Vale) представляет собой нагорья одноимённой реки Мортонд, в некоторых текстах Толкина на синдарине звучит как Имлад Мортонд (синд. Imlad Morthond, «долина», или «ущелье Мортонд») и описана во «Властелине Колец» как процветающий и густонаселённый регион, за исключением окрестностей горы Эрех. Подкрепление, посланное отсюда в Минас Тирит, состояло преимущественно из лучников.

### Ламедон
Ламедон (синд. Lamedon) представляет собой область, образованную сериями долин на южных склонах Белых гор, отделенную от Бельфаласа высокогорьем; здесь находятся истоки реки Кирил. Подкрепление из этого региона для битвы на Пеленнорских полях, отправленное в Минас Тирит, состояло из нескольких «мрачных горцев без предводителя», в то время как большая часть населения, находящегося под командованием Ангбора, защищала главный город области Линхир (синд. Linhir) от пиратов. После того, как Арагорн во главе Армии Мёртвых сбросил пиратов в море, Ангбор отправил своих всадников в Пеларгир и Минас Тирит.
Слово «Ламедон» — синдаринского происхождения, хотя его этимология Толкином представлена не была.

### Долина Рингло
Долина Рингло (англ. Ringló Vale) представляет собой земли вокруг северного русла реки Рингло (синд. Ringló), разделённые отрогами Белых гор от Ламедона на западе до Лебеннина на востоке. Это название встречается в синдаринском звучании как Имлад Рингло (синд. Imlad Ringló). Дерворин (англ. Dervorin), сын правителя этой области, во время Войны Кольца привёл в Минас Тирит триста человек в качестве подкрепления.

### Лебеннин
Лебеннин (синд. Lebennin) — центральный и один из самых густонаселённых регионов Гондора, граничит с рекой Андуин на востоке и юге и Белыми горами на севере. Слово «Лебеннин» буквально переводится с синдарина как «пять вод», что топонимически указывает на пять потоков, протекающих через его территорию — Эруи (синд. Erui), Сирит (синд. Sirith), Келос (синд. Celos), Серни (синд. Serni) и Гилрайн (синд. Gilrain). На этих реках, текущих с гор, много водопадов.
В песне Леголаса Лебеннин представлен краем зелёных полей и лугов с обилием цветов. В некоторых частях Лебеннина вокруг дельты Андуина проживало довольно много рыбаков.

### Лоссарнах
Лоссарнах (синд. Lossarnach) — густонаселённые земли «цветущих долин», расположенные к югу от Минас Тирита, запертые между Белыми горами и Андуином. Отсюда для битвы на Пеленнорских полях намеревались отправить в Минас Тирит около двух тысяч воинов, но из-за угрозы корсаров Умбара прибыло гораздо меньшее их число; они описаны в тексте как «хорошо вооружённые и с большими боевыми топорами». Корень «-arnach» имеет донуменорское происхождение (и следовательно, значение его точно неизвестно), хотя слово loss- перекликается и с квенийским словом lossё — «снег». В ранних набросках Толкина эта местность называлась Глоссарнах (синд. Glossarnah).

### Южный Гондор
Территория между реками Харнен (синд. Harnen) и Порос, принадлежащая Гондору со времени правления короля Фаластура, впоследствии ставшая спорной и пустынной землёй к концу Третьей Эпохи. В черновиках Толкина местность также носит имя Харондор (синд. Harondor).

## Природные достопримечательности

### Андраст
Андраст (синд. Andrast) — полуостров в юго-западной части Гондора; название переводится с синдарина как «Длинный Мыс». В некоторых работах Толкина он также встречается под другим названием: Рас Мортиль (синд. Ras Morthil), означающим «Тёмный Мыс» или «Изогнутый Мыс». Номинально считавшийся частью Гондора, Андраст не был заселен нуменорцами, однако, в Первую Эпоху там проживали друэдайн (синд. Druedain), заселившие горы северной части полуострова, которые называли Друвайт Иаур (синд. Druwaith Iaur, «Земли Злых Духов» или «Старые Пустоши»).

### Имлот Мелуи
В «Властелине колец» из-за обилия ароматных роз, цветущих здесь, это место упоминается целительницей Иорет. Название (синд. Imloth Melui) интерпретируется как «восхитительно цветущая долина».

### Друаданский лес
Друаданский лес (англ. Druadan Forest) — сосновый лес, растущий вокруг Белой Горы на востоке Анориэна, к югу от Большого Западного Тракта. Название, данное этой местности по названию людей друэдайн (синд. Druedain) или «Диких людей», живущих здесь с Первой Эпохи и избегавших встреч с нуменорцами, является частичным переводом с синдаринского Tawar-et-Druedain. После коронации Арагорна леса были отданы населявшим их людям в самоуправление под защитой Гондора.

### Каир Андрос
Каир Андрос (синд. Cair Andros) — остров в середине реки Андуин, около 40 миль (64 км) к северу от Осгилиата. Его название связано с его формой: он выглядел как «огромный корабль с высоким носом, обращенным к северу, об его острые скалы разбивалась белая пена Андуина». Каир Андрос, помимо брода возле Осгилиата дальше на юге, был одним из двух основных мест переправы через Андуин. К югу от Осгилиата река становилась слишком широка, чтобы переправляться по ней, а к северу от Каир Андроса река проходила через непроходимые болота, где к ней присоединился приток Энтовой купели (англ. Entwash). Таким образом, Каир Андрос имел важное стратегическое значение в течение многовековых конфликтов с Мордором. Каир Андрос имел защитные сооружения уже во время Распри Родичей в Гондоре, а после поражения Итилиэна для защиты Анориэна от орков Мордора, был укреплён вторично. Гарнизон в Каир Андросе находился вплоть до Войны Кольца, но при нашествии Саурона он потерпел поражение и остров был завоёван незадолго до битвы на Пеленнорских Полях. Позже Арагорн, во время своего похода к Чёрным Вратам, послал небольшую группу воинов, чтобы вернуть остров. После падения Саурона Каир Андрос служил транзитным пунктом во время подготовки к празднику на Кормалленском поле.

### Каменоломная долина
Каменоломная долина (англ. Stonewain Valley) — представляет собой длинную узкую щель в северной части Белой горы, проходящую с востока на запад позади хребта, переходящего в холмы Амон Дина, Эйленаха (синд. Eilenach) и Нардола (синд. Nardol), покрытую там Друаданским лесом. Нижняя часть долины была выровнена гондорцами и представляла собой дорогу такой ширины, чтобы могла пройти телега, для перевозки камня из карьеров в Минас Тирит, но к концу Третьей эпохи она стала не нужна и окончательно заросла. В описательной части «Властелина Колец» западная часть дороги называется Мин-Риммон, но в другом месте говорится, что долина закончилась в Нардоле, где были расположены карьеры, и Кристофер Толкин предположил, что более раннее упоминание может быть ошибочно. Название долины звучит на синдарине как Imrath Gondraich.

### Кормалленское поле
Кормалленское поле (синд. Cormallen) представляет собой широкое зелёное поле в Итилиэне ближе к Хеннет Аннун, где были проведены празднования после окончательного поражения Саурона. По словам Кристофера Толкина, название означает «золотой круг» и относится к названию растущих там деревьев «кулумальда» (кв. culumalda, в переводе — «золотисто-красное дерево»).

### Морнан
Морнан (синд. Mornan) — глубокая расщелина на южной стороне Белых гор, из которых вытекает Мортонд (синд. Morthond. Кристофер Толкин заявил, что название, означающее «Чёрная Долина», дано «не только из-за двух высоких гор, между которыми она простиралась, а больше из-за дороги, проходящей по ней от ворот Мёртвых, где нет прохода живым».

### Пиннат Гелин
Пиннат Гелин (синд. Pinnath Gelin) — холмы в западной части королевства, между Белыми горами и Анфаласом. Название означает «Зелёные хребты». Перед битвой на Пеленнорских Полях отсюда в Минас Тирит пришёл отряд местного ополчения — «три сотни воинов, одетых в зелёное».

### Серый лес
Серый лес (англ. Grey Wood) — растёт на восточном конце Каменоломной долины, между Амон Дином и Белыми горами. Во время Войны Кольца обеспечивал прикрытие для армии рохиррим при их прохождении из Амон Дина к Пеленнорским Полям.

### Тарлангский перевал
Тарлангский перевал (англ. Tarlang's Neck) — узкий проход в отроге Белых гор, который отделял Долину Мортонд (англ. Morthond Vale) на западе от Ламедона (синд. Lamedon) на востоке. В переводе с синдарина название Tarlang означает «крутой подъём», по Толкину первоначально означало название горного хребта, позже интерпретированное людьми в имя собственное.

### Толфалас
Толфалас (синд. Tolfalas) — остров в Великом море недалеко от устья Андуина, расположенный между двумя мысами Бельфаласа и Южным Гондором. Его название происходит от синдаринского тол — «остров» и фалас — «берег». По записям в одном из черновиков Толкина, Толфалас был изначально намного больше, но в результате наводнений после падения Нуменора он «был почти разрушен и стал как бесплодная и одинокая гора среди воды».

### Тумладен
Долины Тумладена (синд. Tumladen) и Лоссарнаха появились во «Властелине Колец» в качестве южного направления по дороге из Минас Тирита до Лебеннина. Про эти места подробно не рассказывается, кроме того, что название означает «Широкая долина». В долину Тумладен эвакуировалось перед осадой Минас Тирита его мирное население (женщины и дети).

### Хеннет Аннун
Хеннет Аннун (синд. Henneth Annun) — скрытый форпост в Северном Итилиэне, основанный по приказу Наместника Гондора Турина II после 2901 г. Т. Э. и оставшийся необнаруженным дольше остальных таких убежищ. Хоббиты Фродо и Сэм временно удерживались здесь Фарамиром во время событий Властелина колец. Название убежища «закатное окно» по-синдарински, дано вследствие того, что оно располагалось в пещере, скрытой на западе потоком водопада, через который просвечивало закатное солнце. Это убежище было самым живописным во всем Итилиэне. Пещера была сформирована водным потоком, который затем вручную был отведён, другие ходы были замурованы, кроме скрытого входа по краю глубокого водоёма.

### Эмин Арнен
Эмин Арнен (синд. Emyn Arnen) — скопление холмов в центре Итилиэна, напротив Минас Тирит на другом берегу Андуина, вокруг которых он делает изгиб. Позже в этом месте стали жить Наместники Гондора, а после Войны Кольца Эмин Арнен был пожалован Фарамиру, князю Итилиэна и Наместнику короля Элессара. Корень arnen, по словам Толкина, нуменорского происхождения, а Эмин переводится с синдарина как «холмы».

### Эмин Муил
Эмин Муил или Мрачные Холмы (синд. Emyn Muil, англ. Drear Hills) — холмы по ходу течения Андуина, расположенные на одинаковом расстоянии от Лихолесья и Белых гор. Они были укреплены гондорцами для защиты со стороны северо-востока, с воздвигнутыми наблюдательными каменными башнями на холмах Амон Хен (в переводе с синдарина «холм зрения») и Амон Лау (с синдарина «холм слуха») на противоположных берегах реки, а у северного входа в пролив Андуина, как бы для устрашения недругов были высечены статуи Аргонат.

### Эрех
Эрех (синд. Erech) — холм у истоков реки Мортонд (синд. Morthond), на который Исилдур установил Чёрный Камень, привёзенный им в Средиземье из Нуменора. Местные племена, родство которых восходит к Дому Халада (англ. Haladin) и дунлендигам (англ. Dunlendings), как и дальние родственники дунэдайн, присягнули на верность Исилдуру на камне, но предали его и были прокляты им, оставшись призраками после своей смерти, став печально известными как Мёртвый или Забытый Народ (англ. Dead Men of Dunharrow). Холм Эрех был их местом сбора, поэтому земли вокруг него остались незаселёнными, до тех пор, пока Мёртвых не призвал Арагорн, чтобы они исполнили свою клятву и упокоились с миром. Слово «Эрех», предположительно, сохранилось от народов, бывших здесь до нуменорцев, и, следовательно, непереводимо.